# Tanácsok Közlönye
A Tanácsok Közlönye  hivatalos lap volt a Magyar Népköztársaság idején. 1953-tól 1989. december 31-ig jelent meg.

## Feladata
Feladata a tanácsok munkájának segítése, támogatása volt azzal, hogy közölte mindazokat a kihirdetett jogszabályokat, közleményeket, utasításokat és határozatokat, amelyeket a szerkesztőség szükségesnek ítélt (másodlagos közlés).  Kihirdette a Minisztertanács elnöke és elnökhelyettese által kiadott utasításokat is (elsődleges közlés).

## Digitalizált változata
Az egyes számok digitalizált változata elérhető a Digitalizált Törvényhozási Tudástár (DTT) portálon: http://dtt.ogyk.hu/hu/gyujtemenyismertetok/jogforrasok/hivatalos-kozlonyok/item/282-tan acsok-kozlonye.